# Commotio
Commotio o Commotio per a orgue, op. 58, de Carl Nielsen, va ser composta entre juny de 1930 i febrer de 1931. Com a última gran obra del compositor, es va interpretar per primera vegada en privat el 24 d'abril de 1931 a la capella del Palau de Christiansborg, a Copenhaguen, interpretada per Peter Thomsen.

## Origen i context
Nielsen va iniciar la composició de la seva última obra destacada probablement el juny de 1930, finalitzant-la el febrer de 1931.
Commotio va ser considerat per Nielsen com una obra especialment important. En una carta al seu gendre Emil Telmányi el 24 de febrer de 1931 va escriure: "Cap de les meves altres obres ha exigit una concentració tan gran com aquesta: un intent de reconstituir el que és realment l'únic estil d'orgue vàlid, la música polifònica que s'adapta especialment a aquest instrument, que durant molt de temps ha estat considerat com una mena d'orquestra, cosa que no ho és en absolut". Nielsen també va comentar la durada de la peça: entre 22 i 24 minuts, més llarga que qualsevol obra d'orgue de Bach.
Hi va haver un gran interès per l'obra per part dels organistes danesos, que va donar lloc a diverses actuacions privades. A més d'això a la capella del palau de Christiansborg, hi va haver dues actuacions de Peter Thomsen, dues de Finn Viderø el 14 de juny a l'⁣orgue Marcussen a l'església de Sant Nikolai, Copenhaguen, una setmana després d'⁣Emilius Bangert a la catedral de Roskilde i una més de Peter Thomsen al juliol.

## Recepció
La primera actuació pública va ser a la catedral d'Aarhus el 14 d'agost de 1931, on l'organista era Emilius Bangert. Malgrat la mala salut a causa de problemes cardíacs, Nielsen hi era present. No sembla que hi hagi cap crítica d'aquesta actuació.
Després que la notícia del nou treball d'orgue va arribar a Alemanya, Erwin Zillinger, un organista de Schleswig, va preguntar a Bangert i Nielsen si Commotio es podria tocar a la Setmana de l'Orgue nòrdic-alemanya que se celebraria a Lübeck aquell octubre. Nielsen havia esperat estar present, però la debilitat derivada de la mala salut li va impedir viatjar. Bangert, que havia estat seleccionat com a organista, va viatjar sol a Lübeck on, un o dos dies després, va saber de la mort de Nielsen. Per tant, el concert es va convertir de sobte en una actuació de comiat.
La ressenya de Svend-Ove Møller a Dansk Kirkemusiker-Tidende va transmetre l'experiència emocional: “Barrejat amb els sentiments malenconiosos que ens omplen amb la mort de Nielsen, hi ha l'agraïment que se li hagi concedit per completar aquesta obra, que podem designar sense exagerar com la producció més significativa de la literatura orgànica recent. Nielsen va entendre com pocs altres ho van fer com desplegar els recursos del seu temps de manera que no semblin moderns en sentit negatiu. El seu mode d'expressió, per peculiar i distintiu que sigui, sembla força natural; ni per un instant hom té la impressió que va buscar nous camins simplement per allunyar-se dels camins coneguts; l'afectació que tantes vegades caracteritza la música moderna no la trobem en Carl Nielsen; el seu llenguatge musical completament saludable i la seva capacitat per crear música viva ha produït aquí una obra d'orgue de valor durador. Emilius Bangert va donar a l'obra de Nielsen una interpretació magistral..."

## Música
En relació amb l'actuació de Lübeck, Nielsen va ser convidat a proporcionar notes del programa. Primer explicant en una nota a peu de pàgina que Commotio significava "Moviment, també espiritual", va continuar (traduït de l'alemany de Nielsen): "La paraula llatina Commotio s'aplica realment a tota la música, però la paraula s'utilitza més específicament aquí com a expressió d'auto-objectivació. En una obra important per al poderós instrument que s'anomena orgue, el so del qual és determinat per l'element natural que anomenem aire, el compositor ha d'intentar suprimir tots els sentiments personals i lírics. L'expressió es fa gran i rigorosa sequedat en comptes de l'emocional, i s'ha de mirar més amb l'orella que abraçada pel cor. L'obra s'aixeca per dues fugues, a les quals s'aferren una introducció, moviments intermedis i coda com les plantes enfiladisses als troncs dels arbres del bosc; tanmateix, el compositor creu que una anàlisi posterior és superflu".

## Orquestracions
En els darrers anys es van fer dues versions orquestrals de Commotio, a càrrec de Bo Holten, que va dirigir ell mateix l'⁣Orquestra Simfònica d'Odense el 2007, així com Hans Abrahamsen, la versió del qual va ser interpretada pel director Fabio Luisi i la Simfònica de la Ràdio Danesa. Orquestra el 2016.